# Alfred Kubel

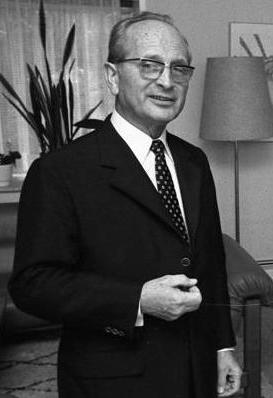
Alfred Kubel (1975)

Alfred Kubel (* 25. Mai 1909 in Braunschweig; † 22. Mai 1999 in Bad Pyrmont) war ein deutscher Politiker der SPD.
Er war im Jahr 1946 Ministerpräsident des Freistaates Braunschweig, von 1946 bis 1955 sowie von 1957 bis 1970 Minister in verschiedenen Ressorts und von 1970 bis 1976 Ministerpräsident des Landes Niedersachsen.

## Leben und Wirken

### Kindheit, Ausbildung und Beruf
Alfred Kubel wurde am 25. Mai 1909 in Braunschweig geboren. Sein Vater war ein gewerkschaftlich organisierter Klempner und Sozialdemokrat, seine Mutter, die aus Westpreußen stammte, Arbeiterin in einer Jutespinnerei. Anfang der 1910er-Jahre verließ die Familie Braunschweig, weil dem Vater wegen der Beteiligung und der Organisation eines Streiks keine Arbeit gegeben wurde. Sie zogen daraufhin nach Elbing, kehrten aber bereits 1920 zurück, da sie keinen Anschluss an die dortige, in ihren Augen rückständige, Arbeiterbewegung fanden.
Kubel setzte seine schulische Laufbahn, die er bereits an der Elbinger Mittelschule begonnen hatte, fort und besuchte nun die Mittelschule in Braunschweig. Nach dem Schulabschluss 1924 begann er eine kaufmännische Lehre in einer Braunschweiger Konservenfabrik. Als er jedoch der vom Ausbilder geforderten verlängerten Arbeitszeit nicht mehr nachkommen wollte, wurde ihm gekündigt und er musste eine neue Lehrstelle finden. Kurz darauf absolvierte er eine Drogistenlehre, die er 1927 erfolgreich abschloss. Danach arbeitete er zwei Jahre lang als Handlungsgehilfe in einer Großhandlung für Drogerieartikel in Rostock. Er kehrte 1929 zu seinem Lehrbetrieb zurück und wurde dort als Industriekaufmann beschäftigt, ehe er 1931 als Hilfsarbeiter zur Firma Voigtländer wechselte. Nachdem er mit der SA in Konflikt geraten war, verließ er Braunschweig wieder und zog im Februar 1933 nach Berlin, wo er bis 1934 als Handlungsreisender arbeitete. Im Anschluss war er bis 1945 als Werkmeister, Handlungsbevollmächtigter und Prokurist für die Deutsche Schlauchbootfabrik tätig.

### Tätigkeit im ISK, Widerstand und Zweiter Weltkrieg
Schon während seiner Lehrzeit war Kubel Mitglied des Internationalen Jugendbundes (IJB) einer Vorläuferorganisation des Internationalen Sozialistischen Kampfbundes. Sowohl über den IJB, als auch über den Zentralverband der Angestellten (ZdA) kam er zur SPD, wurde aber 1925, ebenso wie alle anderen IJB-Mitglieder, aus der Partei ausgeschlossen. Im Anschluss daran kam er mit dem Internationalen Sozialistischen Kampfbund (ISK) in Verbindung, dem er 1926 gemeinsam mit Otto Bennemann beitrat. In der Folgezeit besuchte er mehrfach Schulungen des ISK, für den er auch nach 1933 im antifaschistischem Widerstand aktiv war. Aufgrund dieser illegalen Aktivitäten, vor allem während der Olympischen Sommerspiele 1936, wurde er am 2. Dezember 1937 im Zuge einer Verhaftungswelle von der Gestapo festgenommen und nach über einjähriger „Schutzhaft“ bzw. Untersuchungshaft am 10. Dezember 1938 vom Volksgerichtshof wegen „Vorbereitung zum Hochverrat“ zu einem Jahr Gefängnis verurteilt. Die Untersuchungshaft wurde auf das Urteil angerechnet.
Nach der Haftentlassung setzte Kubel seine Tätigkeit in der gummiverarbeitenden Industrie, die während des Zweiten Weltkrieges vor allem Rüstungsgüter produzierte, fort. Um den Luftbombardements zu entgehen, verlegte sein Arbeitgeber die Produktionsstätte 1944 in die Oberlausitz. Von dort aus versuchte Kubel mit anderen Beschäftigten des Unternehmens eine neue Produktionsstätte in Goslar aufzubauen, was jedoch misslang. Nachdem er noch im Frühjahr 1945 zum Volkssturm eingezogen werden sollte, desertierte er und tauchte, bis die US-amerikanischen Truppen den Harz besetzten, unter. Er hielt sich im Landkreis Gifhorn versteckt, zuletzt bei einem Bauern in Adenbüttel.

### Nachkriegszeit und Ministerpräsident in Braunschweig
Nach der alliierten Besetzung Westdeutschlands wurde Kubel im April 1945 zum Geschäftsführer der Braunschweig GmbH, einer Dachgesellschaft zur Verwaltung der braunschweigischen industriellen Vermögenswerte, bestimmt. Zwei Monate später übernahm er als Generaldirektor die Leitung der Deutschen Asphalt AG, die er bis 1946 innehatte.
Zusammen mit ehemaligen Sozialdemokraten und Kommunisten versuchte er unmittelbar nach dem Ende des Krieges als Leiter des sogenannten „Kuh-Straßen-Clubs“ eine Sozialistische Einheitspartei (SEP) in Braunschweig zu gründen, die alle sozialistischen Strömungen aus SPD, KPD, KPO, SAP und ISK umfassen sollte. Dieses Vorhaben drohte im August 1945 aber zu scheitern, da die Positionen der verschiedenen Lager unvereinbar waren. Nachdem sich dann auch noch die Braunschweiger SPD dem Zentralausschuss der SPD angeschlossen hatte und im September eine Einigung zwischen Willi Eichler, Otto Brenner und Kurt Schumacher über die Aufnahme der sozialistischen Organisationen erfolgt war, teilte Kubel Schumacher mit, dass die SEP sich der SPD anschließen wird. Dies führte zu weiteren Spannungen zwischen Schumacher und Otto Grotewohl auf der Wennigser Konferenz Anfang Oktober. Kubel, der selbst an der Konferenz teilnahm, war nunmehr Mitglied der Sozialdemokraten und vom 31. Oktober 1945 bis 1948 stellvertretender Vorsitzender des SPD-Bezirksverbandes Braunschweig.
Von Februar bis November 1946 war er Mitglied des Ernannten Braunschweigischen Landtages und dort Vorsitzender des Finanzausschusses. Vom 7. Mai bis zum 26. Juni 1946 amtierte er als Präsident des Landtages. Zusammen mit seinen Mitstreitern machte er Grotewohl den Vorschlag, das Ministerpräsidentenamt in Braunschweig anzunehmen, was dieser jedoch ablehnte. Daraufhin wurde Kubel am 7. Mai 1946 von der britischen Militärregierung als Nachfolger von Hubert Schlebusch zum Ministerpräsidenten des Freistaates Braunschweig ernannt.
Bereits am 29. September 1945 wurde ein Staatsvertrag zwischen dem Freistaat Oldenburg, dem Freistaat Braunschweig und der Provinz Hannover unterzeichnet, der vorsah, ein Gemeinschaftsministerium mit der Bezeichnung Länderregierung für Reichsaufgaben in Niedersachsen zu gründen. Dieser stieß bei der Britischen Militärregierung jedoch auf Ablehnung, die daraufhin seine Genehmigung verweigerte. Statt seiner konstituierte sich am 15. November 1945 der Gebietsrat Hannover-Oldenburg-Braunschweig und mit der Verordnung Nr. 46 der Militärregierung vom 23. August 1946 entstand aus der ehemaligen Provinz des Freistaates Preußen das kurzlebige Land Hannover. Schließlich erteilte die britische Militärregierung am 23. November 1946 die Genehmigung zur Vereinigung der Länder Oldenburg, Hannover und Braunschweig zum neuen Land Niedersachsen. Braunschweig verlor daraufhin seine östlichen Gebiete, die der Sowjetischen Besatzungszone zugesprochen wurden. Kubels Amtszeit als Ministerpräsident endete.

### Abgeordneter und Minister in Niedersachsen
Nach der Bildung des Landes Niedersachsen wurde Kubel am 9. Dezember 1946 als niedersächsischer Wirtschaftsminister in die von Ministerpräsident Hinrich Wilhelm Kopf geführte Landesregierung berufen. Seit dem 11. Juni 1947 führte er die Amtsbezeichnung „Minister für Wirtschaft und Verkehr“, nachdem zuvor das Verkehrsministerium aufgelöst und dem Wirtschaftsressort angegliedert worden war. Während seiner Amtszeit hatte er maßgeblichen Anteil an der Vorbereitung und Durchführung der ersten Hannover Messe. Darüber hinaus war er 1947 Mitbegründer und von 1951 bis 1978 Vorsitzender des Aufsichtsrates der Deutschen Messe- und Ausstellungs-AG in Hannover. Er war von der SPD als Direktor für Wirtschaft im Wirtschaftsrat des Vereinigten Wirtschaftsgebiets vorgesehen. Der Vorschlag scheiterte jedoch am Widerstand der bürgerlichen Mehrheit im Wirtschaftsrat.
Neben seinen ministeriellen Aufgaben übernahm Kubel parlamentarische Funktionen. Er war seit Dezember 1946 Mitglied des Ernannten Niedersächsischen Landtages und wurde nach dessen Auflösung im April 1947 über die Landesliste in den Niedersächsischen Landtag gewählt, dem er bis 1955 angehörte. Bei der Landtagswahl 1951 errang er ein Direktmandat. Vom 14. September 1955, als er für den Abgeordneten August Wedekind nachrückte, bis zu seiner Mandatsniederlegung am 2. April 1975 war er erneut Landtagsabgeordneter in Niedersachsen. Bei den Wahlen 1959, 1963, 1967 und 1970 gewann er jeweils als Direktkandidat den Wahlkreis, bei der Wahl 1974 zog er wieder über die Landesliste ins Parlament ein.
Kubel übernahm am 9. Juni 1948 die Leitung des Ministeriums für Arbeit, Aufbau und Gesundheit, konnte in dieser Funktion aber keine wesentlichen politischen Akzente setzen, da er sich selbst primär als Wirtschaftspolitiker verstand. Nach dem Ausscheiden der CDU aus der Koalition konnte er sein Wunschressort wieder übernehmen und wurde am 18. September 1950 zum Minister für Wirtschaft und Arbeit ernannt. Mit Hilfe des Lastenausgleichsgesetzes konzentrierte er sich vor allem auf den Wiederaufbau und setzte ein Brückeninstandsetzungsprogramm durch. Die Demontagen in den Industriegebieten in Wolfsburg und um Salzgitter konnte er teilweise abwenden.
Nach der Landtagswahl 1951 und der Bildung einer neuen Koalition aus SPD, GB/BHE und Zentrum musste Kubel das Wirtschaftsministerium an Hermann Ahrens abtreten und wechselte am 13. Juni 1951 an die Spitze des niedersächsischen Finanzministeriums. In diesem Amt konnte er den Landeshaushalt bereits 1952 ausgleichen und in den folgenden Jahren erneut verbessern. Dennoch blieb Niedersachsen stets aufgrund seiner Strukturarmut und Finanzschwäche auf den Länderfinanzausgleich angewiesen.
Bei der Landtagswahl 1955 verlor Kubel den vier Jahre zuvor errungenen Wahlkreis Goslar-Stadt an seinen politischen Gegner, den CDU-Kandidaten Otto Fricke. Er selbst konnte nicht ins Parlament einziehen, da die SPD sämtliche Mandate direkt gewann. In der Folge wurde Heinrich Hellwege zum Ministerpräsidenten gewählt, der eine Vierer-Koalition des „Bürgerblocks“, bestehend aus DP, CDU, GB/BHE und FDP bildete. Kubel schied am 26. Mai 1955 aus der Landesregierung aus und wurde in seinem Ministeramt von Helmuth Andreas Koch abgelöst. Von 1955 bis 1957 war er als Leiter der Pressestelle Hannover der Nürnberger Übersee-Post tätig. Als solcher bereiste er verschiedene Länder in Südamerika und Afrika, die Sowjetunion, die Vereinigten Staaten, sowie den Libanon und Ungarn.
Nach dem vorzeitigen Ende der Vierer-Koalition und der Bildung eines Kabinetts aus DP, SPD und CDU kehrte Kubel am 19. November 1957 in die Landesregierung zurück und wurde von Heinrich Hellwege zum Minister für Wirtschaft und Verkehr ernannt. Den von Hinrich Wilhelm Kopf und Georg Diederichs geleiteten Folgeregierungen gehörte er ununterbrochen als Landesminister an. So amtierte er seit dem 12. Mai 1959 als Minister für Ernährung, Landwirtschaft und Forsten, ehe er am 19. Mai 1965 erneut für weitere fünf Jahre die Leitung des Finanzministeriums übernahm. Als Landwirtschaftsminister sprach er sich gegen landwirtschaftliche Subventionen aus und lehnte insbesondere den „Milchpfennig“ ab. Dennoch führte er einen Stufeninvestitionsplan zur Steigerung der Rentabilität der niedersächsischen Höfe durch. Als Finanzminister war er maßgeblich an der Bildung der Norddeutschen Landesbank beteiligt. Er zählte zu den Befürwortern des 1960 verabschiedeten Volkswagengesetzes und war von 1965 bis 1970 Mitglied des Aufsichtsrates der Volkswagen AG.

### Ministerpräsident in Niedersachsen
Im November 1969 nominierte der Landesausschuss der SPD Niedersachsen Kubel zum Spitzenkandidaten für die Landtagswahl 1971. Diederichs hatte schon zuvor seinen baldigen Rückzug aus der Politik bekannt gegeben. Er sollte, obwohl er bereits gesundheitlich angeschlagen war, noch bis zum Ende der Legislaturperiode im Amt bleiben, doch der Bruch der Großen Koalition führte zu vorzeitigen Neuwahlen, die im Juni 1970 abgehalten wurden.
Bei der Wahl erzielte die SPD einen Anteil von 46,3 % und die CDU einen Anteil von 45,7 % der Stimmen. Da die FDP mit einem Stimmenanteil von 4,4 % an der Fünf-Prozent-Hürde gescheitert war, erhielten die Sozialdemokraten nun überraschend die absolute Mehrheit der Landtagssitze. Trotz des knappen Vorsprungs – die SPD hatte 75, die CDU 74 Sitze – wurde Alfred Kubel am 8. Juli 1970 mit 75 Stimmen gegen 70 Stimmen für den Gegenkandidaten der CDU, den bisherigen Landwirtschaftsminister Wilfried Hasselmann, zum Ministerpräsidenten des Landes Niedersachsen gewählt. Daraufhin bildete er eine Alleinregierung aus Sozialdemokraten, die bis zur Landtagswahl 1974 fortbestand. Während seiner Amtszeit waren Kubels Hauptaufgaben die Durchführung der Verwaltungs- und Gebietsreform sowie die der Bildungsreform. Weiterhin setzte er sich für die Schaffung des Bund-Länder-Finanzausgleichs ein. Vom 1. November 1974 bis zum 31. Oktober 1975 amtierte er turnusgemäß als Präsident des Bundesrates.
Die Landtagswahl 1974 führte zu Stimmenverlusten bei der SPD, die nur noch 43,1 % erhielt, während die CDU 48,8 % der Stimmen für sich verbuchen konnte. Die FDP war mit einem Stimmenanteil von 7,0 % wieder in den Landtag eingezogen. Im Anschluss wurde Kubel im Landtag mit den Stimmen der Liberalen erneut zum Ministerpräsidenten gewählt. Sein Kontrahent war abermals Hasselmann.
Kubel regierte mithilfe einer Sozialliberalen Koalition weiter und plante im Verlauf der Legislaturperiode einen Generationswechsel im Ministerpräsidentenamt. Im Koalitionsvertrag wurde bestimmt, dass in der Mitte der Wahlperiode die SPD an Stelle von Kubel einen neuen Ministerpräsidenten vorschlagen dürfte und die FDP verpflichtete sich zur Wahl des SPD-Kandidaten, der entweder Helmut Greulich oder Helmut Kasimier heißen sollte. Die Sozialdemokraten legten sich jedoch noch nicht fest und schwankten bei ihrer Kandidatenauswahl in den folgenden beiden Jahren zwischen Greulich, Kasimier und Karl Ravens. Letzterer schied jedoch aufgrund seines Engagements als Bundesbauminister aus. Nachdem Greulich schwer erkrankte, fiel die Abstimmung auf die Kubel-Nachfolge an Finanzminister Kasimier. Die Koalition verfügte mit 78 Abgeordneten über eine dünne Mehrheit von einer Stimme. Kasimiers Wahl scheiterte jedoch an Gegenstimmen aus dem Lager der SPD/FDP-Koalition. Auch im zweiten Wahlgang wurde kein neuer Regierungschef gewählt. Selbst der kurzerhand neuaufgestellte SPD-Kandidat Ravens konnte sich im dritten Wahlgang nicht gegen den CDU-Kandidaten Ernst Albrecht durchsetzen, der angesichts dessen am 6. Februar 1976 zum neuen Ministerpräsidenten und Nachfolger Kubels gewählt wurde.
Kubel gehörte 28 Jahre verschiedenen niedersächsischen Landesregierungen an, davon sechs Jahre als Ministerpräsident. Kein anderer Landespolitiker hat bis heute eine solche Amtsdauer erreicht.

### Späte Jahre
Kubel zog sich sukzessive aus dem politischen Leben zurück. Am 5. Januar 1976 verabschiedete sich der ehemalige Ministerpräsident mit seinem Eintrag in das Goldene Buch der Stadt Hannover offiziell von der Landeshauptstadt und seinem Amt. Am 2. April 1976 legte er sein Landtagsmandat nieder; für ihn trat Willi Arens in den Landtag ein, der kurz zuvor sein Mandat durch eine Wahlprüfungsentscheidung verloren hatte.
Von 1976 bis 1979 war Kubel noch Mitglied des Landesausschusses der SPD Niedersachsen. Außerdem fungierte er von 1977 bis 1985 als Vorsitzender des Kuratoriums des Georg-Eckert-Institutes für internationale Schulbuchforschung in Braunschweig.
In den 1960er-Jahren hatte er ein Grundstück in Braunlage gekauft und dort ein Haus gebaut. In dieses Domizil zog er sich zurück und verbrachte dort seinen Ruhestand.
Alfred Kubel war zweimal verheiratet und hatte zwei Töchter aus erster Ehe. Mit seiner zweiten Frau Hilde lebte er seit Anfang der 1990er-Jahre in einem Seniorenstift in Bad Pyrmont, wo er am 22. Mai 1999 nach langjähriger Parkinson-Krankheit drei Tage vor seinem 90. Geburtstag starb.

## Ehrungen
- 1961: Großes Verdienstkreuz mit Stern und Schulterband der Bundesrepublik Deutschland
- 1965: Großes Verdienstkreuz des Niedersächsischen Verdienstordens
- 1965: Niedersächsische Landesmedaille
- 1971: Großkreuz der Bundesrepublik Deutschland
- 1972: Ehrenbürger der Georg-August-Universität Göttingen
- 1976: Ernst-Reuter-Plakette in Silber